# 橙腹樹蛙
橙腹樹蛙（學名：Zhangixalus aurantiventris）是樹蛙科下的一個物種，為台灣特有種，分布於台灣的低至中海拔地區，且分布零星。

## 描述
模式產地的成蛙雄性體長為47—53 mm（1.9—2.1英寸）（由吻端至泄殖孔的長度）。。在臺東縣的一個族群中，成蛙雄性體長為51—63 mm（2.0—2.5英寸），雌性為63—71 mm（2.5—2.8英寸）；雄性與雌性的平均體重分別為8公克與15公克。吻部短且略呈圓形。鼓膜（tympanum）近似圓形；具有鼓膜上皺褶。前肢與後肢具有蹼狀結構及吸盤，前肢吸盤大於後肢。皮膚平滑。背部呈暗綠色，可見淡黃色斑點。唇部為白色。腹部呈橘紅色。虹膜為純黃色；瞳孔為垂直形狀。
雄性求偶鳴聲聲音低沉，聽起來像「gree」，持續時間約0.4秒。

## 棲地與生態
此種樹蛙棲息於森林中。其繁殖地點包括樹幹的洞穴以及水桶中，但這些微棲地僅存在於原始林中。其分布範圍包含部分保護區，如福山植物園與利嘉地區。該種樹蛙已被觀察到的海拔範圍為海平面至1000公尺。

## 保育狀況
橙腹樹蛙是稀有物種。雖然推測其數量正在下降，但原因尚不清楚——其棲地並未被認為受到威脅。該物種存在於福山植物園與利嘉地區。根據IUCN瀕危物種紅色名錄與台灣《野生動物保育法》，其被列為「瀕臨絕種」物種。並於2023年收錄入《有重要生態、科學、社會價值的陸生野生動物名錄》。
IUCN估計該物種全球僅存2500隻，部分亞族群的成熟個體數量甚至僅有250隻。